# Kingdoms of Amalur: Reckoning
Kingdoms of Amalur: Reckoning (с англ. — «Королевства Амалура: Расплата») — однопользовательская ролевая игра для Microsoft Windows, Xbox 360 и PlayStation 3, разработанная Big Huge Games и 38 Studios, которые также издали игру с Electronic Arts. Это была единственная игра, выпущенная 38 Studios до того, как они подали заявление о банкротстве. Кен Ролстон, геймдизайнер The Elder Scrolls III: Morrowind и The Elder Scrolls IV: Oblivion, был исполнительным дизайнером игры. Кроме того, вселенную игры создал автор фэнтэзи Роберт Сальваторе совместно с Тоддом Макфарлейном, создателем комикса Spawn. Игра разработана 38 Studios и Big Huge Games. Релиз игры состоялся 7 февраля 2012 года в Северной Америке и 10 февраля 2012 года в Европе. Первый открытый показ игры был на Penny Arcade Expo East 2011, прошедшей в Бостоне, Массачусетс, США 11 марта 2011 года. Позднее вышли 2 дополнения к игре: The Legend of Dead Kel и Teeth of Naros.

## Геймплей
В игре представлены 5 различных регионов, 4 играбельные расы и 3 «дерева классов» с 22 способностями на каждое. 4 играбельные расы: Almain (знатные люди), Varani (бродячие люди), Ljosalfar (светлые эльфы), Dokkalfar (тёмные эльфы). 3 дерева классов, а именно сила, ловкость и колдовство, принадлежат воину, разбойнику и магу соответственно. Игрок начинает с чистого листа, проснувшись в куче трупов после возвращения с того света.
Выбор расы влияет на внешность и базовые навыки персонажа. Almain изначально имеют по 1 очку навыков Алхимии и Убеждения, и 2 очка Кузнечного дела. Varani имеют по 1 очку Обнаружения скрытого и Торговли, и 2 очка Взлома замков. Ljosalfar имеют по 1 очку Алхимии и Производства кристаллов, и 2 очка Рассеивания магии. Dokkalfar имеют 1 очко в Производстве кристаллов и Убеждении, и 2 очка в Скрытности.
Игра использует уникальную систему «судьбы», посредством которой игрок, чтобы открывать различные «судьбы», может развить дерево умений, являющееся системой классов. Боевая система основана на своевременном нажатии клавиш, то есть подобно action/RPG с быстрым геймплеем и сменой событий, как, например, серия игр God of War. Курт Шиллинг, основатель 38 Studios, сказал, что по стилю игра находится между God of War и The Elder Scrolls IV: Oblivion.

## Сюжет
Века спокойствия на землях Амалура подошли к концу. Туата Дейон, воинственная фракция Зимних Фей с востока, во главе со своим предводителем Гадфлоу вознамерились пойти войной на остальные расы. Годами конфликт не утихал, и мало кто мог противостоять напору бессмертных. В поисках способа положить конец войне гномы тайно создали Колодец Душ, источник невообразимой силы, способный воскрешать погибших. Но, к сожалению, результаты эксперимента оказались удручающими.
Главный герой (героиня) игры — первый и единственный удачный результат, живое существо, успешно возродившееся в Колодце. Но он ничего не помнит о своей прошлой жизни. Оказавшись вдалеке от линии фронта, протагонист, тем не менее, втягивается в конфликт с Туата. После нескольких стычек с захватчиками герой обнаруживает в себе невиданную доселе способность — подчинять своей волю энергию других живых существ, именуемую «Судьбой». Теперь ему предстоит долгий, полный опасностей путь к разгадке тайны его способностей, ведь его собственная судьба не предписана.

## Разработка
Курт Шиллинг, владелец 38 Studios и в прошлом бейсболист, первоначально начал разработку вселенной Amalur для использования в MMO под кодовым названием «Copernicus». После приобретения Big Huge Games в 2009 году, студия решила изменить проект в однопользовательскую RPG, так как Кен Ролстон и его команда уже работали над RPG, пока Big Huge Games был частью THQ. В настоящее время все ещё есть планы по развитию вселенной Amalur в MMO после релиза Reckoning.
В январе 2012 года была выпущена демоверсия Kingdoms of Amalur: Reckoning.
6 сентября 2018 года стало известно о переходе IP Kingdoms of Amalur в руки издательства THQ Nordic, при этом сумма сделки между 38 Studios и THQ Nordic не уточняется.
4 июня 2020 года THQ Nordic анонсировали переиздание Kingdoms of Amalur: Re-Reckoning. Разработкой занимается студия Kaiko (авторы переизданий Darksiders и Red Faction: Guerrilla), а релиз игры должен был состояться 18 августа 2020 года на PC, Xbox One, PS4 , но был перенесён на 8 сентября 2020 года. Вместе с переизданием вышло дополнение к игре под названием Fatesworn.

## Оценки
| Сводный рейтинг       | Сводный рейтинг                        |
| Агрегатор             | Оценка                                 |
| --------------------- | -------------------------------------- |
| GameRankings          | PS3: 81,29 % X360: 81,09 % ПК: 77,07 % |
| Русскоязычные издания |                                        |
| Издание               | Оценка                                 |
| Absolute Games        | 79/100                                 |
| PlayGround.ru         | 7,5/10                                 |

IGN поставил 9 из 10, похвалив его настраиваемый геймплей, великолепное окружение и захватывающий сюжет, но покритиковав незначительные технические проблемы. Official Xbox Magazine присвоил игре оценку 8 из 10, тем не менее написав о ней: «это отличная RPG».
Летом 2018 года, благодаря уязвимости в защите Steam Web API, стало известно, что точное количество пользователей сервиса Steam, которые играли в игру хотя бы один раз, составляет 963 308 человек.